# McKinley (condado de Kittson, Minnesota)
McKinley es un territorio no organizado ubicado en el condado de Kittson en el estado estadounidense de Minnesota. En el Censo de 2010 tenía una población de 38 habitantes y una densidad poblacional de 0,32 personas por km².

## Geografía
McKinley se encuentra ubicado en las coordenadas 48°56′8″N 96°36′57″O / 48.93556, -96.61583. Según la Oficina del Censo de los Estados Unidos, McKinley tiene una superficie total de 118.76 km², de la cual 118.62 km² corresponden a tierra firme y (0.12%) 0.14 km² es agua.

## Demografía
Según el censo de 2010, había 38 personas residiendo en McKinley. La densidad de población era de 0,32 hab./km². De los 38 habitantes, McKinley estaba compuesto por el 100% blancos, el 0% eran afroamericanos, el 0% eran amerindios, el 0% eran asiáticos, el 0% eran isleños del Pacífico, el 0% eran de otras razas y el 0% pertenecían a dos o más razas. Del total de la población el 0% eran hispanos o latinos de cualquier raza.